# Jednostka powiązana
Jednostka powiązana – jednostka dominująca, znaczący inwestor, jednostka zależna, współzależna i stowarzyszona oraz jednostka znajdująca się wraz z jednostką pod wspólną kontrolą, a także wspólnik jednostki współzależnej.